# Музей мукомольной и водной техники (Ярач)
 Памятник культуры Великопольского воеводства, регистрационный номер А-752 от 30 декабря 1993 года.

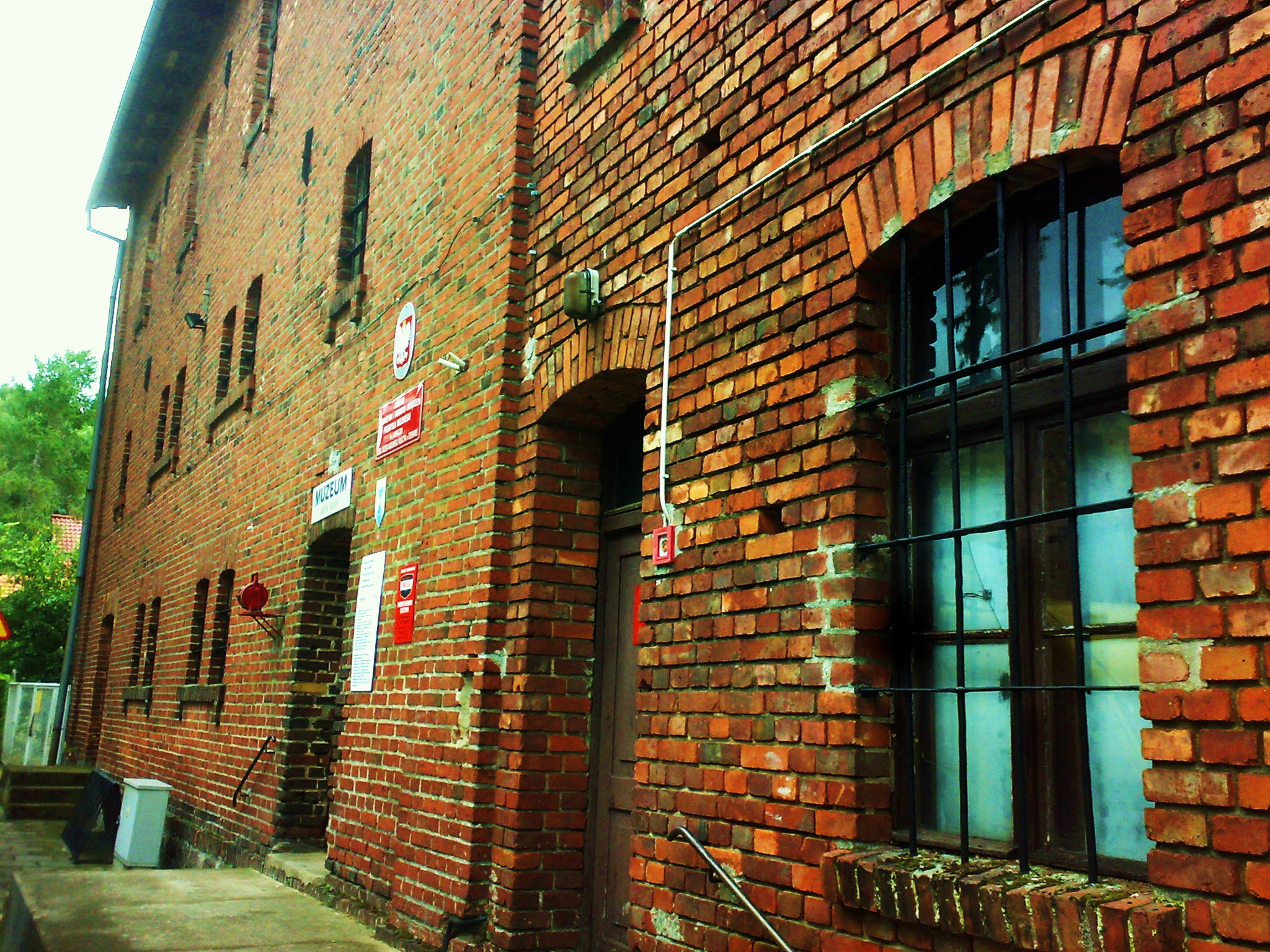
Мельница

Музей мукомольной и водной техники (пол. Muzeum Młynarstwa i Wodnych Urządzeń) — музей, находящийся в селе Ярач Оборницкого повята Великопольского воеводства, Польша. Музей является филиалом Национального музея сельского хозяйства и пищевой промышленности в селе Шренява.

## История
Музей был основан в 1981 году в здании исторической мельницы и на территории прилегающих сооружений. Мельница работала до 1976 года.
30 декабря 1993 года мельница была внесена в реестр памятников культуры Великопольского воеводства.
Музейный комплекс состоит из трёх объектов:
- Водяная мельница, датируемая 1871 годом и механизмы 20-х годов XX столетия. В водяной мельнице демонстрируется выставка «Przemysłowa technika młynarska» (Ремесленная мукомольная техника);
- В отреставрированной конюшне демонстрируется выставка «Tradycyjne przetwórstwo zbożowe» (Традиционный перемол зерновых культур);
- Дом мельника — здесь находится выставка «Historia społeczno-gospodarcza młynarstwa» (Социально-хозяйственная история мельничного дела).

## Деятельность музея
Музей регулярно проводит образовательные программы, связанные с историей мельничного дела и экологией. Музей также занимается историей рыболовства.
Около музея находится сельская гидроэлектростанция, построенная в 1997 году.
При музее действует небольшая гостиница.